# 藤岡沙也香
藤岡 沙也香（ふじおか さやか、1988年6月9日 - ）は、日本の女優。元宝塚歌劇団花組の娘役。
茨城県、潮来市立日の出中学校出身。身長161cm。愛称は「ひめか」。宝塚歌劇団時代の芸名は月野 姫花（つきの ひめか）。
所属事務所はLIBERA。

## 来歴
2004年、宝塚音楽学校入学。
2006年、宝塚歌劇団に92期生として入団。入団時の成績は37番。宙組公演「NEVER SAY GOODBYE」で月野姫花として初舞台。その後、花組に配属。
2008年のバウ・ワークショップ「蒼いくちづけ」でバウホール公演初ヒロイン。
2012年3月18日、「復活／カノン」東京公演千秋楽をもって、宝塚歌劇団を退団。
退団後は2013年より本名の藤岡沙也香に改名し、芸能活動を再開。

## 人物
仮面ライダーシリーズは『仮面ライダークウガ』『仮面ライダーアギト』『仮面ライダー龍騎』『仮面ライダー電王』などを観ていたという。

## 宝塚歌劇団時代の主な舞台

### 初舞台
- 2006年3 - 5月、宙組『NEVER SAY GOODBYE』（宝塚大劇場のみ）

### 花組時代
- 2006年6 - 10月、『ファントム』 - 団員女、新人公演：街の女（コーラス）
- 2007年2 - 5月、『明智小五郎の事件簿-黒蜥蜴（トカゲ）』『TUXEDO JAZZ（タキシード ジャズ）』
- 2007年7 - 8月、『ハロー!ダンシング』（バウホール）
- 2007年9 - 12月、『アデュー・マルセイユ』 - 新人公演：ミレーユ（本役：野々すみ花）『ラブ・シンフォニー』
- 2008年3月、『蒼いくちづけ』（バウホール） - ルーシー・ウェステンラ／ヴィーナス バウWSヒロイン[6][1]
- 2008年5 - 8月、『愛と死のアラビア』『Red Hot Sea』
- 2008年10月、『銀ちゃんの恋』（ドラマシティ・日本青年館） - 玉美／チーママ
- 2009年1 - 3月、『太王四神記』 - スリョン、新人公演：タムドク（少年）（本役：野々すみ花）
- 2009年5月、『哀しみのコルドバ』 - ポンシア／フリア『Red Hot Sea II』（全国ツアー）
- 2009年7月、『ME AND MY GIRL』（梅田芸術劇場） - メイ・マイルズ
- 2009年9 - 11月、『外伝 ベルサイユのばら-アンドレ編-』 - 酒場の女、新人公演：カトリーヌ（本役：桜一花）『EXCITER!!』
- 2010年1月、『BUND／NEON 上海』（バウホール） - シンシア・フレミング
- 2010年3 - 5月、『虞美人』 - 新人公演：戚（本役：白華れみ／蘭乃はな）
- 2010年7 - 10月、『麗しのサブリナ』 - アン、新人公演：エリザベス（本役：天咲千華）『EXCITER!!』
- 2010年11 - 12月、『メランコリック・ジゴロ』 - アネット『ラブ・シンフォニー』（全国ツアー）
- 2011年2 - 4月、『愛のプレリュード』 - システィー・クレーン『Le Paradis!!』
- 2011年6 - 9月、『ファントム』 - フルール、新人公演：ソレリ（本役：華耀きらり）
- 2011年10 - 11月、『小さな花がひらいた』 - あつ『ル・ポァゾン 愛の媚薬II』（全国ツアー）
- 2012年1 - 3月、『復活-恋が終わり、愛が残った-』 - アニエス、新人公演：マリア・パーブロア（本役：花野じゅりあ）『カノン』 退団公演[5]

### 出演イベント
- 2011年12月、タカラヅカスペシャル2011『明日に架ける夢』

## 宝塚歌劇団退団後の主な活動

### 舞台
- 『サクラ大戦奏組 〜雅なるハーモニー〜』（2012年11月） - 秋奈
- 「美少女戦士セーラームーン」 - セーラーネプチューン／海王みちる
  - 美少女戦士セーラームーン-Un Nouveau Voyage-（2015年9月、AiiA 2.5 Theater Tokyo / 10月、サンケイホールブリーゼ）
  - 美少女戦士セーラームーン -Amour Eternal-（2016年10月 - 11月、AiiA 2.5 Theater Tokyo / キャナルシティ劇場 / サンケイホールブリーゼ）[7]
  - 美少女戦士セーラームーン-Le Mouvement Final-（2017年9月8日 - 10月1日、AiiA 2.5 Theater Tokyo / アイプラザ豊橋 / 梅田芸術劇場）
- ペルソナ4 ジ・アルティマックス ウルトラスープレックスホールド（2016年7月6日 - 10日、シアターGロッソ） - 斉川菊乃 役
- 城下町のダンデライオン（2016年8月9日 - 14日、CBGKシブゲキ!!） - 櫻田葵 役
- PREMIUM 3D MUSICAL『英雄伝説 閃の軌跡』（2017年1月8日 - 15日、Zeppブルーシアター六本木） - シャロン・クルーガー 役
- Over Smile（2018年9月12日 - 17日、CBGKシブゲキ!!） - ミヤビ 役
- 『DIVE!!』The STAGE!!（2018年9月20日 - 30日、シアター1010 / 10月6日・7日、森ノ宮ピロティホール） - 西川恭子 役[8]
- 成り果て（2020年2月7日 - 9日、紀伊國屋ホール）
- Monkey Works Vol.4「グッバイ・エイリアン」(2020年7月8日 - 12日、草月ホール）
- ラビット番長 第4八回公演「Three Kingdoms 〜赤壁・合戦編〜」（2020年11月11日 - 15日、シアター1010） - 甄姫 役
- あやかし緋扇（2021年6月17日 - 25日、新宿FACE） - 未桜 役
- 薔薇王の葬列（2022年6月10日 - 19日、日本青年館ホール） - セシリー 役[9]
- 「美少女戦士セーラームーン」30周年記念 Musical Festival -Chronicle-（2022年11月18日、品川プリンスホテル ステラボール） - 日替わりゲスト[10]
- 七人のおたく cult seven THE STAGE（2023年3月4日 - 12日、紀伊國屋サザンシアター TAKASHIMAYA / 3月18日・19日、サンケイホールブリーゼ） - 湯川りさ 役[11]
- 「アサルトリリィ・新章」 - 小島撫子 役
  - サングリーズル編『種の最果ての地で』 / 大島近海ネスト調査隊編『金瘡小草の咲く時』（2023年12月19日 - 25日、シアター1010）[12]
  - サングリーズル編『花々の黄昏』 / 大島近海ネスト調査隊編『玲瓏たる深潭』（2024年5月17日 - 22日、かめありリリオホール）[13]
- 「×純文学少女歌劇団」 File No.0002『パラノイドには騙されない』（2024年6月21日 - 26日、Theater Mixa）[14] - 白雪ミロワール 役

### ドラマ
- ハイスクール歌劇団☆男組（2012年10月6日、中部日本放送）
- ドクターX〜外科医・大門未知子〜（2013年11月7日、テレビ朝日） - 蛭間裕華子 役
- 獣医さん事件ですよ（2014年7月17日、日本テレビ系） - 上倉優 役
- 烈車戦隊トッキュウジャー 第25駅（2014年8月24日、テレビ朝日） - シンデレラ 役
- 仮面ライダーリバイス（2022年1月16日 - 5月29日、テレビ朝日） - 御子柴朱美 / ギフデモス（声） 役